# Polisportiva Licata 1984-1985
Questa voce raccoglie le informazioni riguardanti la Polisportiva Licata nelle competizioni ufficiali della stagione 1984-1985.

## Rosa
| N. |                   | Ruolo | Calciatore           |
| -- | ----------------- | ----- | -------------------- |
|    | Italia (bandiera) | C     | Francesco Bonanno    |
|    | Italia (bandiera) | C     | Paolo Calafiore      |
|    | Italia (bandiera) | D     | Castrense Campanella |
|    | Italia (bandiera) | D     | Angelo Consagra      |
|    | Italia (bandiera) | D     | Rosario De Cento     |
|    | Italia (bandiera) | A     | Giorgio Fecarotta    |
|    | Italia (bandiera) | C     | Domenico Giacomarro  |
|    | Italia (bandiera) | P     | Santo Giuffrida      |
|    | Italia (bandiera) | D     | Ignazio Gnoffo       |

| N. |                   | Ruolo | Calciatore                 |
| -- | ----------------- | ----- | -------------------------- |
|    | Italia (bandiera) |       | La Mattina                 |
|    | Italia (bandiera) | C     | Giuseppe Romano            |
|    | Italia (bandiera) | C     | Pietro Ruisi               |
|    | Italia (bandiera) | C     | Antonio Santonocito        |
|    | Italia (bandiera) | A     | Vittorio Schifilliti       |
|    | Italia (bandiera) | A     | Antonio Maurizio Schillaci |
|    | Italia (bandiera) | D     | Giorgio Taormina           |
|    | Italia (bandiera) | A     | Lirio Torregrossa          |
|    | Italia (bandiera) | P     | Emilio Zangara             |